# Новоглушинка
Новоглушинка — упразднённое село в Залесовском районе Алтайского края. На момент упразднения входило в состав Залесовского сельсовета. Исключено из учётных данных в 1987 году.

## География
Располагался на правом берегу реки Чумыш, на расстоянии приблизительно 8,5 км (по-прямой) к юго-западу от поселка Муравей.

## История
В 1909 году старообрядца села Новоглушковского было разрешено создание религиозной общины. В том же году в селе началось строительство деревянной Троицкой церкви. 
В 1928 году село Ново-Глушинское состояло из 159 хозяйств. В административном отношении являлось центром Ново-Глушинского сельсовета Чумышского района Барнаульского округа Сибирского края.
Решением Алтайского КИКа от 05 июня 1987 года № 237 населённый пункт, исключен из учётных данных.

## Население
По данным переписи 1926 года в селе проживало 626 человек (298 мужчин и 328 женщин), основное население — русские. Село населяли старообрядцы белокринецкого согласия.